# Gesteinsgarten Gommern

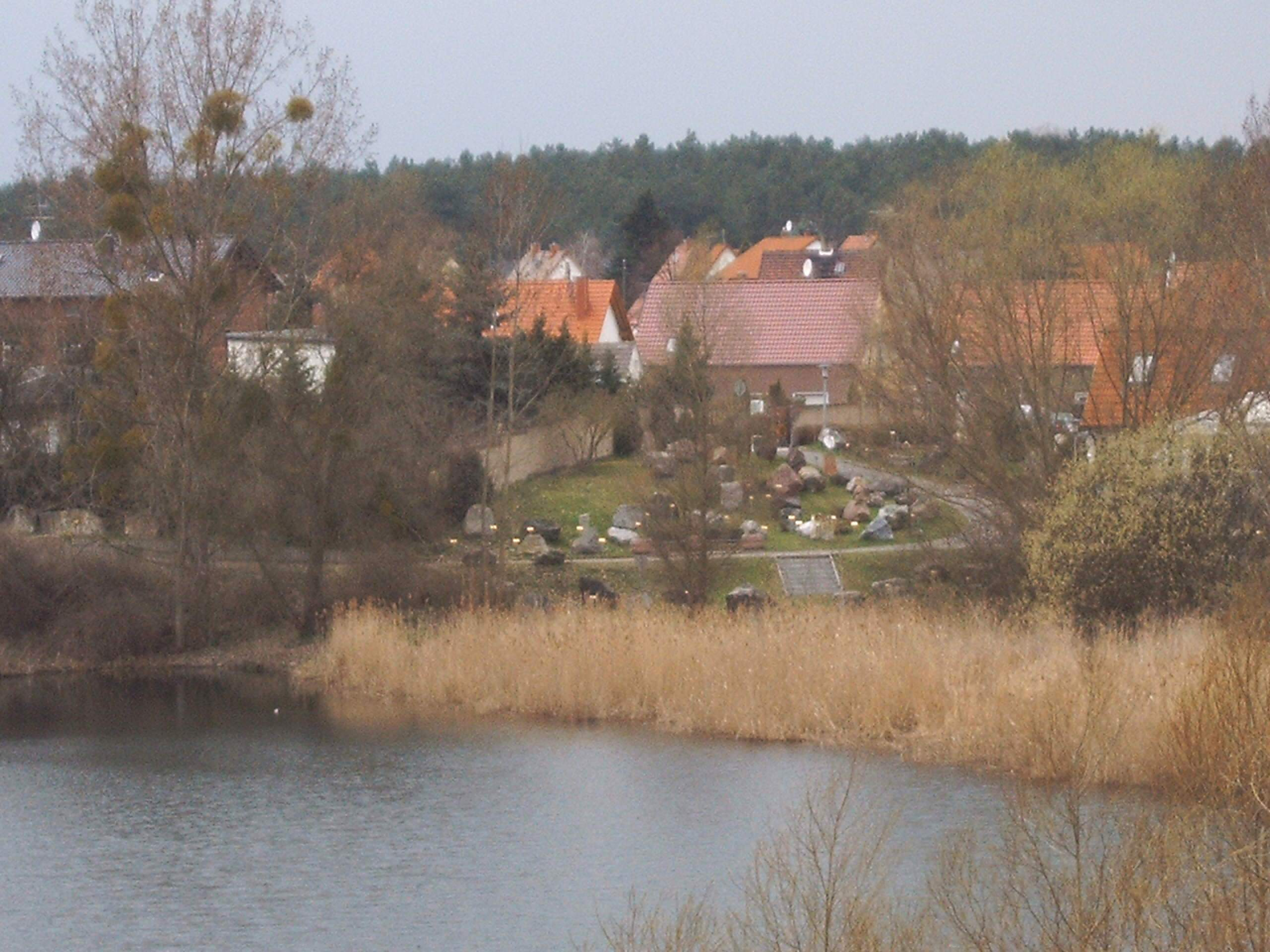
Blick auf einen Teil des Gesteinsgarten Gommern vom Fuchsberg

Der Gesteinsgarten Gommern ist eine in Form eines Gartens angelegte Gesteinssammlung in Gommern.  Die 1995 eröffnete Sammlung stellt die größte unter offenem Himmel befindliche Gesteinssammlung Deutschlands dar.

## Anlass
Mit dem Gesteinsgarten soll an den über mehrere Jahrhunderte andauernden Abbau von Naturstein (Quarzit) in Gommern erinnert werden, der einst ein bedeutendes wirtschaftliches Standbein der Region darstellte. Da in Norddeutschland Festgesteine nur selten anzutreffen sind, hatten die Steinbrüche von Gommern, die zudem verkehrsgünstig in Elbnähe lagen, eine große Bedeutung. Bereits im Mittelalter wurde der Gommernquarzit für bedeutende Kirchenbauten verwendet (zum Beispiel Magdeburger Dom und Havelberger Dom).

## Lage
Der über 2000 m² große Gesteinsgarten liegt im Süden der Stadt Gommern im Landkreis Jerichower Land (ca. 15 km südöstlich von Magdeburg) an der B 246a Richtung Schönebeck (Elbe) und ist ganzjährig frei zugänglich. Der Garten zieht sich am Ufer des kleinen Sees Kulk entlang. In unmittelbarer Nähe befinden sich die Sanddüne Fuchsberg und ein Aussichtsturm. Mehrere Restaurants sichern die gastronomische Versorgung.

## Exponate
Er zeigt über 240 Gesteinsblöcke von über 200 Fundorten in Größen von durchschnittlich 1–3 t (max. 11,5 t). Ein besonderes Exponat ist der vom Geologen Felix Wahnschaffe 1902 in den Quarzitsteinbrüchen bei Gommern entdeckte Gletschertopf.
Der Gesteinsgarten dürfte die größte und umfassendste Sammlung von Natursteinen aus Deutschland und Europa darstellen. Aus Deutschland (alle Bundesländer außer Schleswig-Holstein und Mecklenburg-Vorpommern) sind fast sämtliche Festgesteine vertreten, die oberflächennah anstehen und heute noch in Steinbrüchen gewonnen werden: von Ruhrgebiet und Eifel im Nordwesten, Weserbergland, Flechtinger Scholle und Harz im Norden, Rüdersdorf bei Berlin und Lausitz im Osten, Saar und Hunsrück im Westen, bis zu Allgäu, Alpen und Bayerischem Wald im Süden. Weitere Exponate stammen aus Ungarn (12), Österreich (8), Frankreich, Spanien, Bulgarien, Slowakei und Polen (je 1). Skandinavien ist durch eiszeitliche Findlinge aus dem Deckgebirge der Braunkohle (16) repräsentativ vertreten. „Exoten“ sind ein Fuchsitquarzit aus Nordnorwegen, Lavaproben aus Island und ein Serpentinit aus Kuba. 

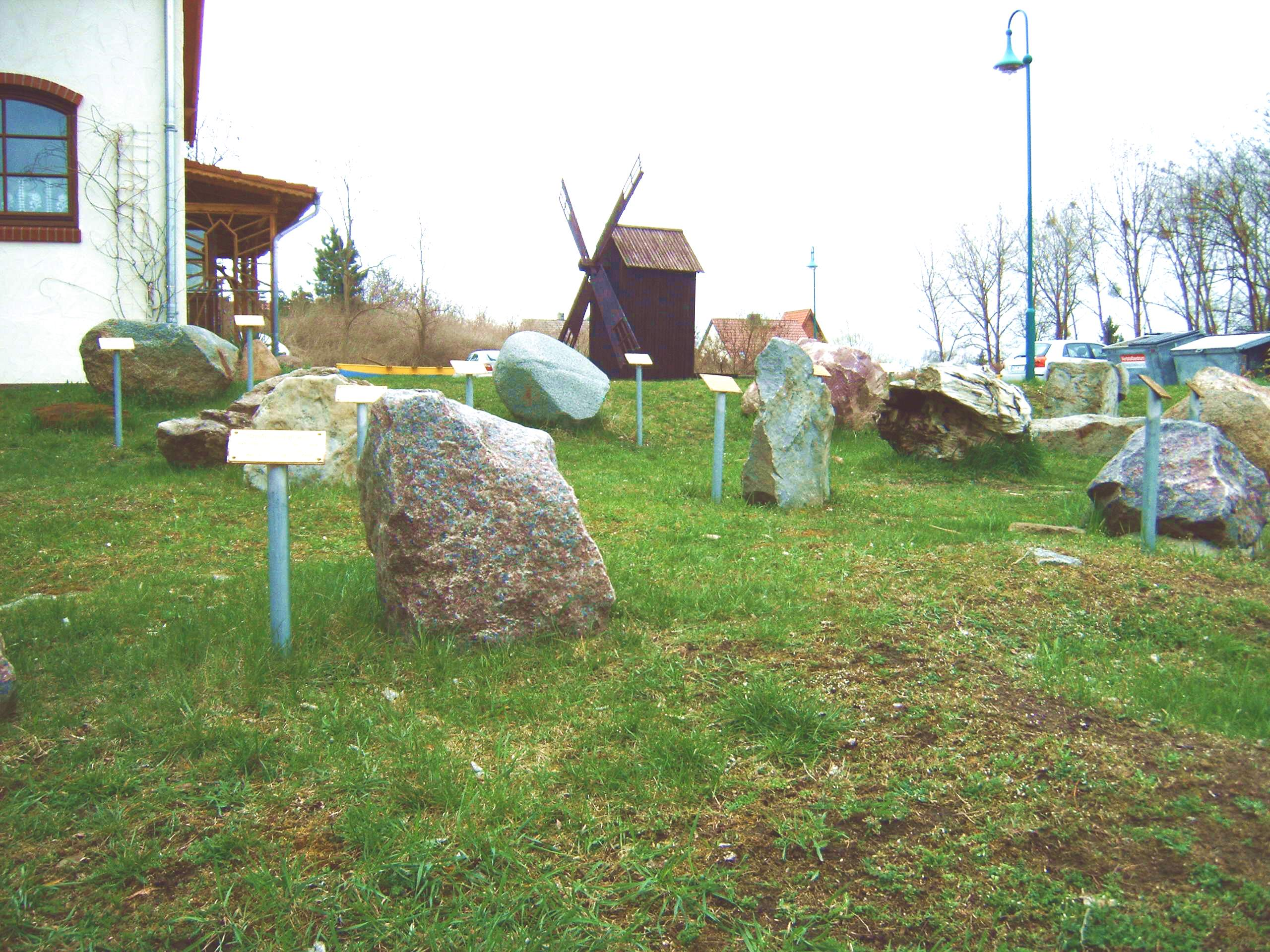
Teil des Gesteinsgarten Gommern

Von der geologischen Entstehung her sind fast alle Gesteinsarten vorhanden: Tiefengesteine (Granite, Granodiorite, Syenit, Diorit, Gabbro), vulkanische Gesteine (Rhyolithe, Diabase, Basalte, Phonolith, Tuffe, …), Sedimentgesteine aller Gruppen (Glanzstücke sind: Lithografenkalkstein, Knollenquarzit, Travertin, ein verkieselter Baumstamm aus der Braunkohle). Umwandlungsgesteine sind sowohl aus Kontaktmetamorphose (Hornfelse, Fruchtschiefer und andere), aus Regionalmetamorphose (Tonschiefer, Gneise, Granulite, Amphibolite, Marmore), als auch aus Stoffumwandlung (Serpentinite, Migmatit, Turmalinfels und andere) und Impaktmetamorphose (ein Suevit) vertreten.
Die typischen Gangminerale Quarz, Kalkspat, Schwerspat und Flussspat gestatten Bezüge zu entsprechenden Ganglagerstätten. Weitere Erze sind vertreten mit Kupferschiefer, Bauxit und verschiedenen Eisenerzen, unter anderem vom Erzberg aus der Steiermark. 
Die Entwicklung der Steinbruchtechnologie ist an zahlreichen Bearbeitungsspuren der Blöcke abzulesen (Bohren, Behauen, Schneiden, Schleifen, Polieren). Beliebte Schmucksteine für repräsentative Bauten und Bildhauerarbeiten sind zu sehen (Marmore, Serpentine, Travertin, Talkschiefer, Kalksteine und andere). 
Zur Ergänzung kann ein Besuch der Ausstellung „Zeitzeugen“ der Steinbruch- und Erdölindustrie Gommerns empfohlen werden, wofür jedoch eine Anmeldung erforderlich ist.

## Geschichte des Gesteinsgartens
Der Gesteinsgarten wurde im April 1995 auf Initiative einer Gruppe von Geowissenschaftlern (Gesteinsgarten Gommern e. V.) eröffnet. Er entstand mit Hilfe von Arbeitsbeschaffungsmaßnahmen und mit Unterstützung durch die Stadt Gommern, durch die Erdöl-Erdgas GmbH und weitere Unternehmen sowie durch das Hotel „Robinienhof“. Die Blöcke wurden von der Steinbruchindustrie gesponsert. Spenden von Institutionen, Firmen, Vereinen und Privatpersonen ermöglichten die Transporte.
Gommern wurde aufgrund seiner langen bergbaulichen und geologischen Tradition als Standort ausgewählt. Der Abbau des Quarzits geht in Gommern bereits auf das 12. Jahrhundert zurück.
Ursprünglich sollten nur einige typische Gesteine jeder großen Gesteinsfamilie gezeigt werden. Inzwischen ist die Sammlung, die weiter kontinuierlich erweitert wird, die größte Gesteinssammlung in Deutschland.
Koordinaten: 52° 4′ 3,2″ N, 11° 49′ 10,9″ O